# 石塚朱莉
石塚朱莉（日语：石塚 朱莉，1997年7月11日—）是日本偶像藝人，為女子偶像團體NMB48前成員，千葉縣出身，所屬經紀公司為Showtitle。

## 經歷
2011年
- 12月25日，於「NMB48第三期生徵選會」中合格，成為NMB48的第3期研究生。

2012年
- 2月18日，作為NMB48第3期研究生之一，首次於NMB48劇場披露[1]。
- 4月29日，獲選為『第三期研究生「好想見你」公演』的初日表演成員。
- 6月30日，於「AKB48第29張單曲選拔猜拳大會」的NMB48研究生預備戰中不敵山內翼，在第一回戰中出局，未能入選選拔成員。
- 10月10日，由23名第三期研究生中脫穎而出，成為NMB48 Team BII的創隊16名成員之一，並且獲選成為『Team BII 1st Stage「好想見你」公演』的初日表演成員之一，首次以正式成員的身分進行劇場公演[2]。

2013年
- 7月4日，於「AKB48第34張單曲選拔猜拳大會」的NMB48預備戰中不敵川上禮奈，在第二回戰出局，未能入選選拔成員[3]。

2014年
- 2月24日，於Zepp DiverCity Tokyo（日语：Zepp）舉辦的「AKB48集團大組閣祭」中宣布所屬隊伍由Team BII轉移至Team M[4]。
- 8月8日，於幕張展覽館舉辦的「AKB48 Group 猜拳大會2014」NMB48預備戰中脫穎而出，獲得東京本戰的參賽權[5]。
- 9月17日，於「AKB48 Group 猜拳大會2014」中不敵入山杏奈，在第一回戰出局，未能入選渡邊美優紀個人出道單曲中C/W曲的選拔成員。
- 10月3日，作為千葉縣出身的成員，參與和日本郵政株式會社關東支社合作發行的「千葉縣出身 AKB48集團成員在千葉縣的名勝景點」紀念郵票[6]。

2016年
- 10月18日，劇場經理金子剛於NMB48六週年演唱會上宣布組閣，石塚的所屬隊伍由Team M轉移至Team BII[7]。

2019年
- 1月1日，於NMB48劇場舉行的「2019年新春特別公演」中發表「大組閣」的新體制名單，石塚的所屬隊伍由Team BII轉移至Team M[8]。

2021年
- 4月19日，獲選為NMB48第25張單曲《垂柳》的選拔成員，為初次進入選拔名單[9]，為3期生中最慢進入選拔名單的成員。
- 8月30日，在NMB48劇場公演宣布畢業[10]。於同年9月17日從NMB48正式畢業[11]。

## 人物
- 石塚雖是NMB48中少數出身於關東地區的成員，但實際上是在大阪出生，祖母的家就位於大阪，直到1歲前都是居住於大阪，之後才搬家至千葉縣，本身會講大阪方言，小學4年級至5年級的1年之間曾回到大阪就讀[12]。

- 喜歡的運動是籃球，小學五年級時便參加學校中的籃球隊，在隊伍中負責的位置是控球後衛[13]，不過並非擔任球隊的先發球員，而使用的背號則是10號[14]。

- 雖然時常展現出很有元氣的樣子，但其實石塚私底下十分的怕生[15]，曾經在剛進入高中就學時詢問同團體的木下百花如何在學校開學的第一天順利交到朋友，不過最後仍無法在當天交到新朋友[16]。

- 喜歡的食物是馬鈴薯沙拉，興趣是看電影，將來的夢想是成為女演員[17]。

### NMB48相關
- 在NMB48劇場中使用的Catch phrase是「Chu！Chu！Chu！Anchu要用自己的段子成為世界第一的喜劇女演員Get you！千葉縣出身，高中○年級生，○歲暱稱Anchu的石塚朱莉[註 1]。」

- 在加入NMB48之前完全沒有唱歌與跳舞的表演經驗[12]。

- 雖然將來的夢想是成為女演員，但石塚卻非常不擅長記台詞，過去在《NMB48 藝人！！2》出演時，常因為忘記台詞而NG[18][19]。

## 參與歌曲

### 單曲CD
NMB48名義
|      | 發行日期       | 單曲名稱             | 參與歌曲名稱          | 名義        | 收錄於        | MV | 備註     |
| ---- | -------------- | -------------------- | --------------------- | ----------- | ------------- | -- | -------- |
| 04th | 2012年05月09日 | 海岸邊最可愛的女孩！ | 不講理的一球          | Under Girls | 除劇場盤      |    | 出道作品 |
| 05th | 2012年08月08日 | Virginity            | 稍微彎腰              |             | 劇場盤        |    |          |
| 06th | 2012年11月07日 | 北川謙二             | 睡著之前沒有羊出現    |             | 劇場盤        |    |          |
| 07th | 2013年06月19日 | 我們的發現           | 彩姐                  |             | 劇場盤        |    |          |
| 08th | 2013年10月02日 | 大蔥鴨們             | 時間開始告白          |             | 劇場盤        |    |          |
| 09th | 2014年03月26日 | 高山上的蘋果         | 舞會上的戀人          | 白組        | Type-A 劇場版 | ★  |          |
| 10th | 2014年11月05日 | 真不像我             | 右手上的戒指          | Team M      | Type-B        | ★  |          |
| 11th | 2015年03月31日 | Don't look back!     | 內心，叫喊            | Team M      | Type-B        | ★  |          |
| 12th | 2015年07月15日 | 榴槤少年             | 只屬於我的Secret time | Team M      | Type-B        | ★  |          |
| 13th | 2015年10月07日 | Must be now          | Good-bye, Guitar      | Team M      | Type-B        | ★  |          |
| 14th | 2016年04月27日 | 輕咬少女             | 趕緊戀愛              | Team M      | Type-B        | ★  |          |
| 15th | 2016年08月03日 | 我不在               | 最後的五尺圓球        | Team M      | Type-B        | ★  |          |

- 標註有「★」符號者表示該首歌曲有拍攝MV。

AKB48名義
|      | 發行日期       | 單曲名稱 | 參與歌曲名稱 | 名義          | 收錄於 | MV | 備註 |
| ---- | -------------- | -------- | ------------ | ------------- | ------ | -- | ---- |
| 27th | 2012年08月29日 | 格子花紋 | 那一天的風鈴 | Waiting Girls | 劇場盤 |    |      |

### 專輯CD
NMB48名義
|      | 發行日期       | 專輯名稱                        | 參與歌曲名稱     | 名義          | 收錄於 | 備註 |
| ---- | -------------- | ------------------------------- | ---------------- | ------------- | ------ | ---- |
| 01st | 2013年02月27日 | 尖端頂點之上！                  | 尖端頂點之上！   | NMB48全員參加 | 全版本 |      |
| 01st | 2013年02月27日 | 尖端頂點之上！                  | 杏仁羊角麵包計劃 | Team BII      | 劇場盤 |      |
| 02nd | 2014年08月13日 | 世界的中心是大阪 ～難波自治區～ | 夏日催眠術       | Team M        | Type-M |      |

AKB48名義
|      | 發行日期       | 專輯名稱 | 參與歌曲名稱      | 名義                    | 收錄於 | 備註 |
| ---- | -------------- | -------- | ----------------- | ----------------------- | ------ | ---- |
| 04th | 2012年08月15日 | 1830m    | 藍天 不會寂寞嗎？ | AKB48+SKE48+NMB48+HKT48 | 全版本 |      |

## 劇場公演分組曲
| 公演名稱                             | 參與歌曲名稱     | 備註           |
| ------------------------------------ | ---------------- | -------------- |
| 研究生時期                           |                  |                |
| 研究生「好想見你」公演               | 戀愛計劃         |                |
| Team BII時期                         |                  |                |
| Team BII 1st Stage「好想見你」公演   | 沙灘的櫻桃       |                |
| Team BII 1st Stage「好想見你」公演   | 從背後緊緊相擁   |                |
| Team BII「PARTY開始了」驚喜公演      | 星之溫度         |                |
| Team BII 2nd Stage「正在戀愛中」公演 | Faint            |                |
| Team M時期                           |                  |                |
| Team M 2nd Stage「RESET」公演        | 奇跡也趕不及合格 |                |
| Team M 2nd Stage「RESET」公演        | 為了明天而接吻   | 藤江麗奈的代演 |

## 出演

### 綜藝及節目資訊
| 節目名稱            | 播出日期                                | 首播頻道     | 備註                    |
| ------------------- | --------------------------------------- | ------------ | ----------------------- |
| 現在播放中的節目    |                                         |              |                         |
| NMB和學習君         | 2014年07月17日－                        | 關西電視台   | 以NMB48成員身份固定演出 |
| AKB48 SHOW!         | 2014年08月09日－                        | NHK          | 不定期演出              |
| AKBINGO!            | 2014年09月09日－                        | 日本電視台   | 不定期演出              |
| NMB48的秘密極限突破 | 2015年01月05日－                        | BS衛星電視台 | 不定期演出              |
| 過去演出過的節目    |                                         |              |                         |
| Aruaru YY電視       | 2012年06月19日、10月02日 2013年03月12日 | TVQ九州放送  |                         |
| NMB48 藝人！！2     | 2013年04月10日－2013年05月29日          | 日本電視台   |                         |
| NMB48 藝人！！！3   | 2014年07月04日－2014年08月01日          | 日本電視台   | 以NMB48成員身份固定演出 |
| NMB的超級打工       | 2014年09月23日                          | 關西電視台   |                         |

### 廣播
| 節目名稱               | 播出日期         | 電台   | 備註       |
| ---------------------- | ---------------- | ------ | ---------- |
| NMB 里醬的加油里〜奈！ | 2013年06月11日－ | FM滋賀 | 不定期演出 |